# Красимир Кънев (генерал-лейтенант)
 Тази статия е за генерал-лейтенант Красимир Маринов Кънев.  За бригадния генерал Красимир Кънчев Кънев вижте Красимир Кънев (бригаден генерал).  
Красимир Маринов Кънев е български офицер, генерал-лейтенант

## Биография
Роден е на 8 януари 1965 г. в Ловеч. През 1983 г. завършва математическата гимназия в родния си град. Между 1983 и 1988 г. учи във Военновъздушното училище в Долна Митрополия, специалност „Щабни ВВС“.
Започва службата си като началник-щаб на авиационна ескадрила във втори учебен авиополк в Каменец. От 1991 до 1993 г. е помощник началник-щаб по бойната подготовка на авиополка, а след неговото преобразуване през есента на 1994 г. в дванадесета учебна авиобаза е началник на оперативното отделение до 1995 г. От 1995 до 1997 години учи във Военната академия в София, специалност Командно-щабни. Между 1997 и 2000 г. е старши помощник началник в отдел „Оперативен“ Висшето военновъздушно училище. От 2000 до 2002 г. отново е началник на оперативното отделение на авиобазата в Каменец. Между 2002 и 2006 г. е началник-щаб на базата. През 2004 г. е командир на българския контингент в Косово и старши национален представител там. От 2007 до 2008 г. е началник-щаб на Военновъздушна учебна база-Долна Митрополия.
След това до 2009 г. учи във Военновъздушен колеж на САЩ „Максуел“. След завръщането си е назначен за началник направление „Бойна готовност и бойно дежурство“ в щаба на Военновъздушните сили. От 2010 до 2011 г. е назначен за началник сектор „Развитие и оперативна съвместимост“ в щаба, а след това до 2012 г. изпълнява длъжността началник отдел „Планиране, развитие и бюджетиране“. В периода 2012 – 2015 г. е заместник на военния представител във Военния комитет на НАТО – Постоянна делегация на Република България към НАТО, Брюксел. От 2015 до 2016 г. е заместник-началник на щаба на Военновъздушните сили, а от 2017 г. и негов началник. На 19 август 2017 г. е назначен за директор на дирекция „Стратегическо планиране“ в Щаба на отбраната и удостоен със звание бригаден генерал. Остава на този пост до 21 декември 2018 г., когато е назначен за директор на Щаба на отбраната. От 1 януари 2019 г. е генерал-майор.
На 16 декември 2019 г. генерал-майор Красимир Кънев е освободен от длъжността директор на Щаба на отбраната и назначен на длъжността национален военен представител в Националното военно представителство в Съюзното командване на НАТО по операциите в Монс, Белгия, считано от 1 януари 2020 година.
С указ № 232 от 19 декември 2023 г. генерал-майор Красимир Кънев е за освободен от длъжността национален военен представител в Националното военно представителство в Съюзното командване по операциите в Монс, Белгия, и назначен за командир на Съвместно командване на силите, считано от 26 декември 2023 г. На 5 януари 2025 г. е назначен за заместник-началник на отбраната и удостоен със звание „генерал-лейтенант“.

## Образование
- Математическа гимназия, Ловеч – до 1983 г.
- Военновъздушното училище „Георги Бенковски“ – 1983 – 1988 г.
- Военна академия „Г.С.Раковски“ – 1995 – 1997 г.
- Великотърновски университет „Св.св. Кирил и методий“ – Магистър по „Стопанско управление“ 2002 – 2004 г.
- Авиационен университет на САЩ, Военновъздушен колеж „Максуел“ – 2008 – 2009 г.

## Военни звания
- Лейтенант (1988)
- Старши лейтенант (1991)
- Капитан (1995)
- Майор (1998)
- Подполковник (2003)
- Полковник (2009)
- Бригаден генерал (19 август 2017)
- Генерал-майор (1 януари 2019)
- Генерал-лейтенант (5 януари 2025)